# 사이토 다쓰루
사이토 다쓰루(일본어: 斉藤 立, 2002년 3월 8일~)는 일본의 유도 선수이다. 2024년 하계 올림픽 단체전에서 은메달을 획득했고 세계 유도 선수권 대회에서 혼성 단체전 금메달 2개와 남자 헤비급 은메달 1개를 획득했다.

## 개인사
아버지인 사이토 히토시 또한 일본 국가대표 유도 선수로 활동했다.